# Грузия в составе Российской империи
Грузия находилась в составе Российской империи с 1801 по 1917 год. С XV по XVII век Грузия была раздроблена и находилась между мусульманскими Ираном и Турцией. В XVIII веке в Закавказье вступила новая держава — христианская Российская империя. Союз с Россией против Турции и Ирана выглядел для Грузии привлекательно, и в 1783 году Картли и Кахети, большее из двух грузинских государств, подписало Георгиевский трактат, по которому получило статус протектората Российской империи. Однако в 1801 году Грузия была превращена в Грузинскую губернию Российской империи. В дальнейшем до конца существования империи в 1917 году и распада государства в 1918 году Грузия оставалась в составе России. Российское правление установило мир в Грузии и защитило её от внешней угрозы. В конце XIX века недовольство российскими властями привело к созданию растущего национального движения. Российское правление привело к беспрецедентным изменениям в общественном устройстве и экономике Грузии, сделало её вновь открытой для европейского влияния. Отмена крепостного права освободила крестьян, но не дала им собственности. Рост капитализма привёл к резкому увеличению городского населения и массовому возникновению рабочих, что сопровождалось восстаниями и забастовками. Кульминацией этого процесса стала революция 1905 года. Ведущей политической силой в последние годы российского правления стали меньшевики. В 1918 году на короткое время Грузия стала независимой.

## Предыстория

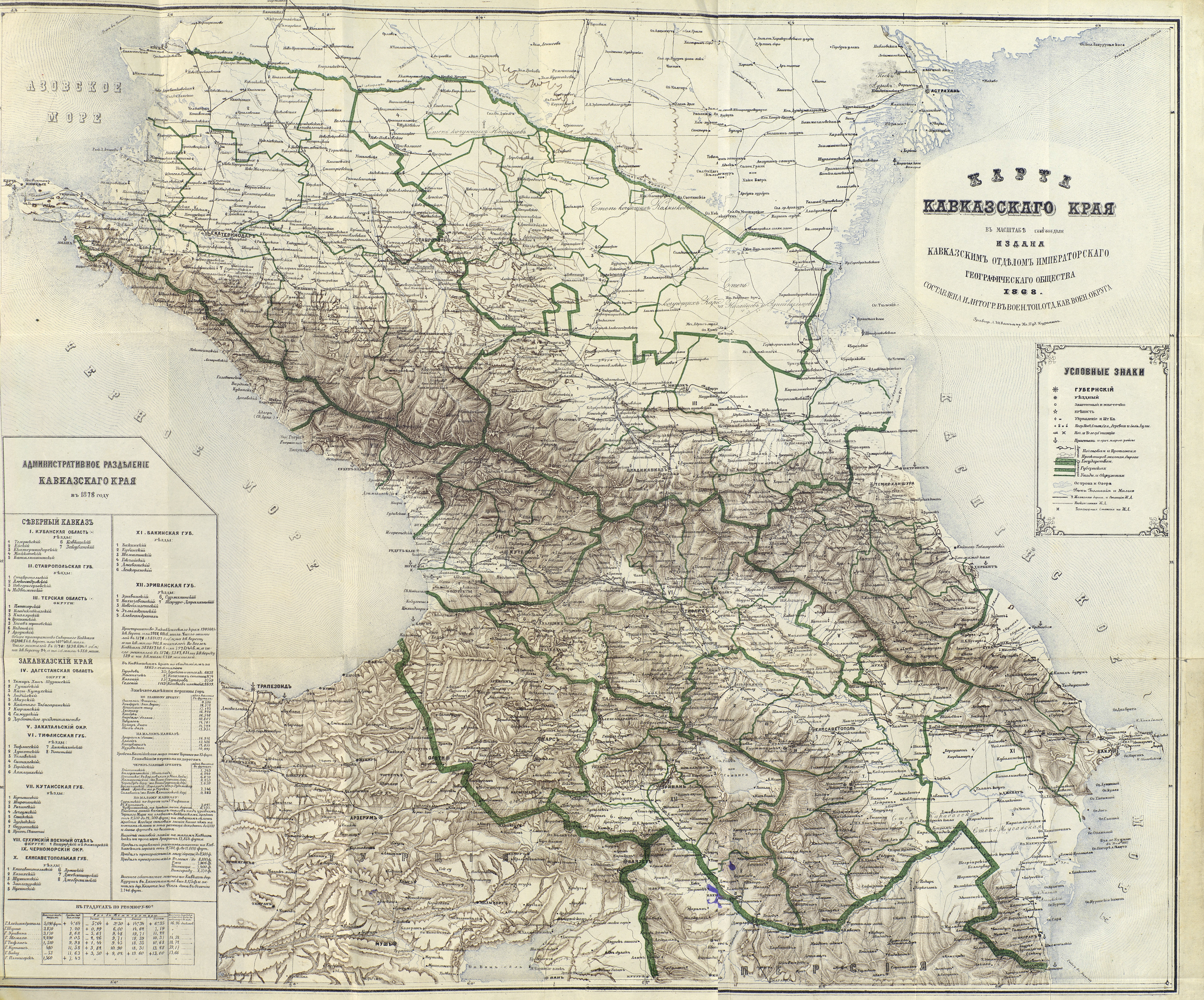
Карта Кавказского края в 1878 году

Герб титулярного Грузинского царства в составе Российской империи

### Грузинско-российские отношения до 1801 года
К XVI веку Грузия распалась на несколько царств и княжеств, которые находились в состоянии постоянной войны с двумя большими мусульманскими империями в регионе, османской Турцией и сефевидским Ираном. Во второй половине XVI века к северу от Кавказа появилась третья империя, Российская. Дипломатические связи между Москвой и Кахети начались в 1558 году, а в 1589 году царь Фёдор I Иоаннович предложил царству свою защиту. Однако Россия в это время была слишком далека, чтобы на равных соперничать с Ираном и Турцией на Кавказе, и никакой помощи из Москвы не поступало. Реальный интерес России к Закавказью появился только в начале XVIII века. В 1722 году во время персидского похода Пётр I заключил союз с царём Картли Вахтангом VI, но две армии так и не смогли соединиться, и позже российские войска отступили на север, оставив Картли беззащитным перед Ираном. Вахтанг вынужден был бежать и умер в изгнании в России.
Преемник Вахтанга, царь Картли и Кахети Ираклий II (1762—1798), обратился к России за защитой от Турции и Ирана. Екатерина II, воевавшая с Турцией, с одной стороны, была заинтересована в союзнике, с другой, не хотела посылать в Грузию значительные воинские силы. В 1769—1772 годах незначительный русский отряд под командованием генерала Тотлебена воевал против Турции на стороне Грузии. В 1783 году Ираклий подписал с Россией Георгиевский трактат, устанавливающий российский протекторат над царством Картли-Кахети в обмен на военную защиту России. Однако в 1787 году, когда началась очередная русско-турецкая война, Ираклий подписал с турками сепаратный мир, что было нарушением четвёртого артикула Георгиевского трактата. В связи с этим российские войска вышли из Грузии, оставив её беззащитной. В 1795 иранский шах Ага Мохаммед-хан Каджар вторгся в Грузию и разорил Тбилиси.

### Присоединение Грузии к России

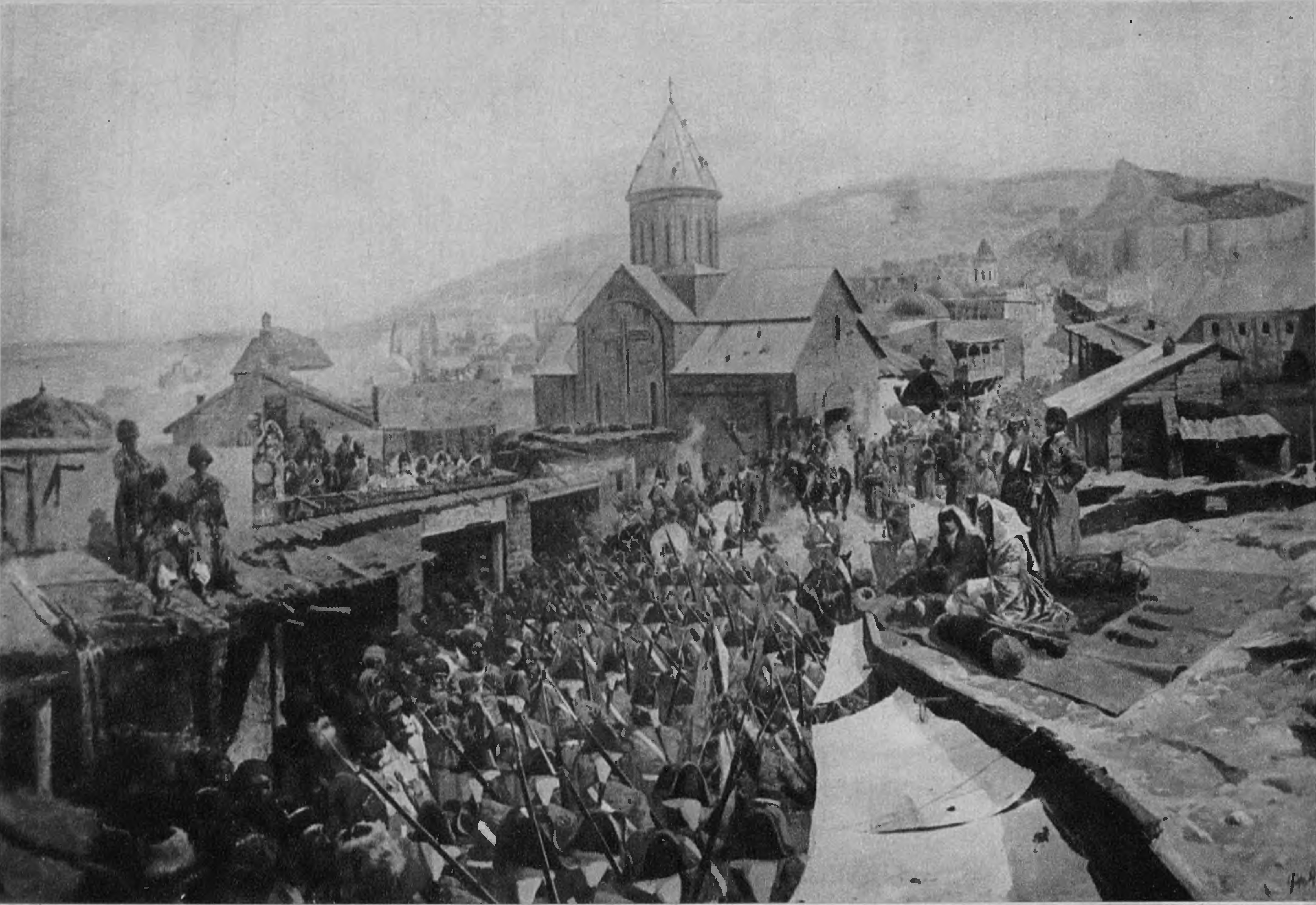
Вступление русских войск в Тифлис

Некоторые правители Грузии считали, что у них нет другого выхода справиться с внешней агрессией, как пойти на более тесный союз с Россией. После смерти Ираклия II в Грузии началась междуусобная война за наследование престола, и один из претендентов обратился к России за помощью, предлагая более близкие отношения царств.
В начале 1800 года в Петербург была отправлена делегация от грузинского правителя Георгия XII, который просил для своей страны российского подданства навеки. Император Павел I принял петицию и обещал Георгию оставить за ним титул царя пожизненно.
В ноябре 1800 года другой претендент на царский трон царевич Александр и Омар-хан с аварским войском вторглись в Кахетию, но потерпели поражение от объединённых сил русско-грузинской армии в битве на реке Иори. Правитель Аварии Омар-хан был ранен в сражении и бежал в дагестанские горы, а царевич Александр с последователями отступил к Халил-хану в Карабах, а затем в Дагестан. Получив информацию о разгроме своих союзников, персидский шах Фатх Али не стал приступать к запланированному вторжению в Грузию и остановил свою армию в Тебризе. Русские власти объявили царевича Александра изменником. Позднее царевич Александр Багратиони пытался организовать антирусские восстания в различных провинциях Грузии. Однако Александр не пользовался поддержкой знати и большинства населения, командуя отрядами дагестанских наемников.
После годичных раздумий 18 января 1801 года российский император Павел I огласил манифест о присоединении Картли-Кахети к Российской империи. 12 сентября того же года манифест был подтверждён императором Александром I . В мае 1801 года генерал Карл Богданович Кнорринг в Тбилиси сверг грузинского претендента на трон Давида и установил правительство Ивана Петровича Лазарева. Также в сентябре был издан указ «Постановление внутреннего в Грузии управления».

Дела гражданские имеют быть производимы по настоящим Грузинским обычаям, кои следует привести в известность, как сделано сие при учреждении в Кабарде Родовых судов и расправ и по Уложению изданному царем Вахтангом, яко по коренному Грузинскому закону. Главнокомандующий вместе с правителем Грузии должны начертать из Уложения сего и из обычаев народных правила поведения всех в Грузии учреждаемых правительств, и в случае какого либо недостатка, который в продолжении времени, конечно, оказаться может, руководствоваться законами Всероссийской Империи. Уголовные же дела производить по общим законам Российского Государства, дозволяя однако главнокомандующему вместе с правителем сообразить их с умоначертаниями тамошнего народа и вместе по обеим сим статьям представить мнение свое на Высочайшее усмотрение. А между тем бдительно наблюдать следует, чтобы во всех землях, управляемых именем и властию И. В., пресечены были всякие злоупотребления, несправедливости, угнетения, разбои, смертоубийства, а также истязания по делам уголовным. Долг главнокомандующего будет облегчать жребий и самих преступников благостью законов Российских и истребить пытки и смертную казнь.
Иноплеменным народам, в Грузии обитающим, в разбирательстве по части дел гражданских быть на прежнем их положении и в делах уголовных поступать с ними по общим вышеначертанным для Грузинского народа правилам.
— Постановление внутреннего в Грузии управления
Грузинская знать не признавала указа до апреля 1802 года, когда Кнорринг собрал всех в Сионском соборе Тбилиси и заставил принести присягу российскому престолу. Те, кто отказался, были арестованы.
В 1805 году российские войска победили персидскую армию при реке Аскерани и у Загама тем самым предотвратив наступление на Тбилиси.
В 1810 году было сломлено сопротивление имеретинского царя Соломона II, и Имеретия была включена в состав России. Между 1803 и 1878 годами в результате русско-турецких войн оставшиеся княжества и территории (Батуми, Артвин, Ахалцихе и Поти, а также Абхазия по просьбе князя Сафарбея Георгия) также были присоединены к России. Грузия была объединена впервые за много лет.
В 1812 году антироссийски настроенный грузинский царевич Александр после поражения в Кахетии от российских войск бежал к хевсурам. Это привело в 1813 году к походу в Хевсуретию отряда российских войск под командованием генерала Симановича. Хевсуры оказали сопротивление, но были разбиты. Российскими войсками было взято главное селение хевсурского народа Шатиль.
После упразднения Грузинского царства российские владения за Кавказским хребтом были объявлены Грузинской губернией, «заключающей собственно Грузию (Карталинию и Кахетию) и мусульманские „дистанции“». Губерния делилась на Кахетию верхнюю (Телав), нижнюю (Сигнах), Карталинию верхнюю (Душет), среднюю (Гори), нижнюю (Тифлис) и Сомхетию (Лори). Кроме того, в состав губернии входили татарские дистанции: Борчалинская, Казахская, Шамшадинская.

## Начало российского правления

### Интеграция Грузии в Российскую империю
Первые несколько десятилетий в составе Российской империи Грузия находилась под военным управлением. Россия воевала с Турцией и Ираном, и главнокомандующий российской армией в Закавказье одновременно был грузинским губернатором. Россия постепенно расширила свою территорию в Закавказье за счёт соперников, присоединив территорию современных Азербайджана и Армении. В то же время, российские власти стремились интегрировать Грузию в империю. Российское и грузинское общество имели много общего: православие как основная религия, крепостное право и слой землевладельцев (помещиков). Тем не менее, вначале российские власти не уделяли достаточного внимания особенностям Грузии, местным законам и традициям. В 1811 году была упразднена де-факто существовавшая автокефалия (независимость) Грузинской церкви, католикос Антоний II был выслан в центральную Россию, а Грузия в церковном отношении стала Грузинским экзархатом в подчинении российского Святейшего синода.
В июне 1819 года экзарх Грузии митрополит Феофилакт направил в Имеретию сотрудников синодальной конторы, которые начали закрывать церкви и изгонять священников. Это вызвало народные волнения, которые властям удалось подавить только к концу лета 1820 года. Было убито, ранено и арестовано множество участников волнений, в Имеретии, Раче и Гурии были разрушены почти все крепости, сожжены сотни домов.
Политика царского правительства оттолкнула часть грузинской знати. Группа молодых дворян, вдохновлённая восстанием декабристов 1825 года и Польским восстанием 1830 года, организовала заговор с целью свержения царской власти в Грузии. План предусматривал физическое устранение верхушки царских чиновников в Грузии, объявление независимости и восстановление династии Багратиони. Заговор был раскрыт 10 декабря 1832 года, все его участники были арестованы, но понесли сравнительно мягкие наказания: были высланы в отдалённые области России, а позже получили возможность вернуться Грузию и продолжить карьеры в имперской иерархии. В 1841 году произошло крестьянское восстание. После назначения кавказским наместником князя Воронцова в 1845 году политика изменилась. Воронцову удалось привлечь на свою сторону грузинскую знать и европеизировать её.
Гурийское княжество и Мегрельское княжество вначале имели статус российских протекторатов. Гурийское княжество было упразднено в 1829 году, Мегрельское — в 1867 году.

### Грузинское общество

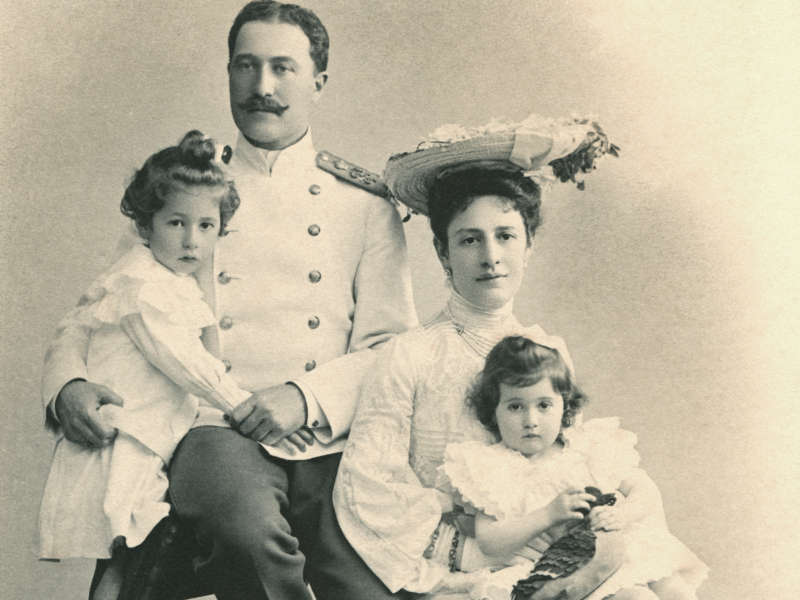
Грузинская дворянская семья XIX века: Генерал Соломон Макашвили с семьей

В начале XIX века Грузия всё ещё была феодальным обществом. Во главе его находились семьи правителей грузинских княжеств и царств, но они были свергнуты российскими властями и отправлены в ссылку. На следующем уровне находилась знать, составляющая около пяти процентов населения и тщательно охраняющая свою власть и привилегии. Им принадлежала большая часть земли, на которой работали крепостные крестьяне. Последние составляли подавляющую часть населения Грузии, а аграрная экономика была сильно подорвана за время войн с Ираном и Турцией. Это часто вызывало восстания, как, например, крупное крестьянское восстание в Кахетии в 1812 году. Небольшая часть населения жила в городах, где значительная часть торговли и ремесло контролировались армянами, предки которых пришли в Грузию из Малой Азии в средние века. При становлении капитализма армяне были одни из первых, кто увидел его преимущества, и быстро превратились в преуспевающий средний класс. Активная экономическая деятельность армянского населения отчасти объясняла проявления недовольства со стороны местных жителей этническими факторами.

### Образование
В 1817 открыта Тифлисская духовная семинария, в 1894 Кутаисская духовная семинария.
В 1866 основано Тифлисское пехотное юнкерское училище.

### Отмена крепостного права
Крепостное право в России было отменено в 1861 году. Александр II планировал также отменить его и в Грузии, но это было невозможно без потери только что приобретённой лояльности грузинской знати, благосостояние которой зависело от крепостного труда. Задача провести переговоры и найти компромиссное решение была поручена либералу Димитрию Кипиани. 13 октября 1865 года царь подписал указ об освобождении первых крепостных в Грузии, хотя полностью крепостное право исчезло только в 1870-е годы. Крепостные стали свободными крестьянами и смогли свободно передвигаться, вступать в брак по своему выбору и принимать участие в политической деятельности. Землевладельцы сохранили право на всю свою землю, но только часть её оставалась в их полной собственности, а другую получили право арендовать бывшие крепостные, веками жившие на ней. После выплаты в качестве арендной платы достаточной суммы, чтобы компенсировать потерю земли владельцам, они получали землю в собственность.
Реформа была встречена с недоверием как землевладельцами, так и крестьянами, которые должны были выкупать землю, что должно было занять десятилетия. Хотя условия, созданные реформой для землевладельцев, были лучше, чем для помещиков в России, они всё равно остались недовольны реформой, так как потеряли часть доходов. В последующие годы недовольство реформой оказало влияние на создание политических течений в Грузии

### Иммиграция
Во время правления Николая I царское правительство стимулировало переселение в Закавказье (включая Грузию) различных религиозных меньшинств, таких как молокане и духоборы, чтобы укрепить русское присутствие в регионе.

## Культурные и политические течения
Включение в Российскую империю изменило политическую направленность. Соответственно, Грузия стала открытой для новых европейских идей. В то же время многие социальные проблемы Грузии были такие же, как и в России, и политические движения, возникшие в России в XIX веке, нашли последователей и в Грузии.

### Романтизм

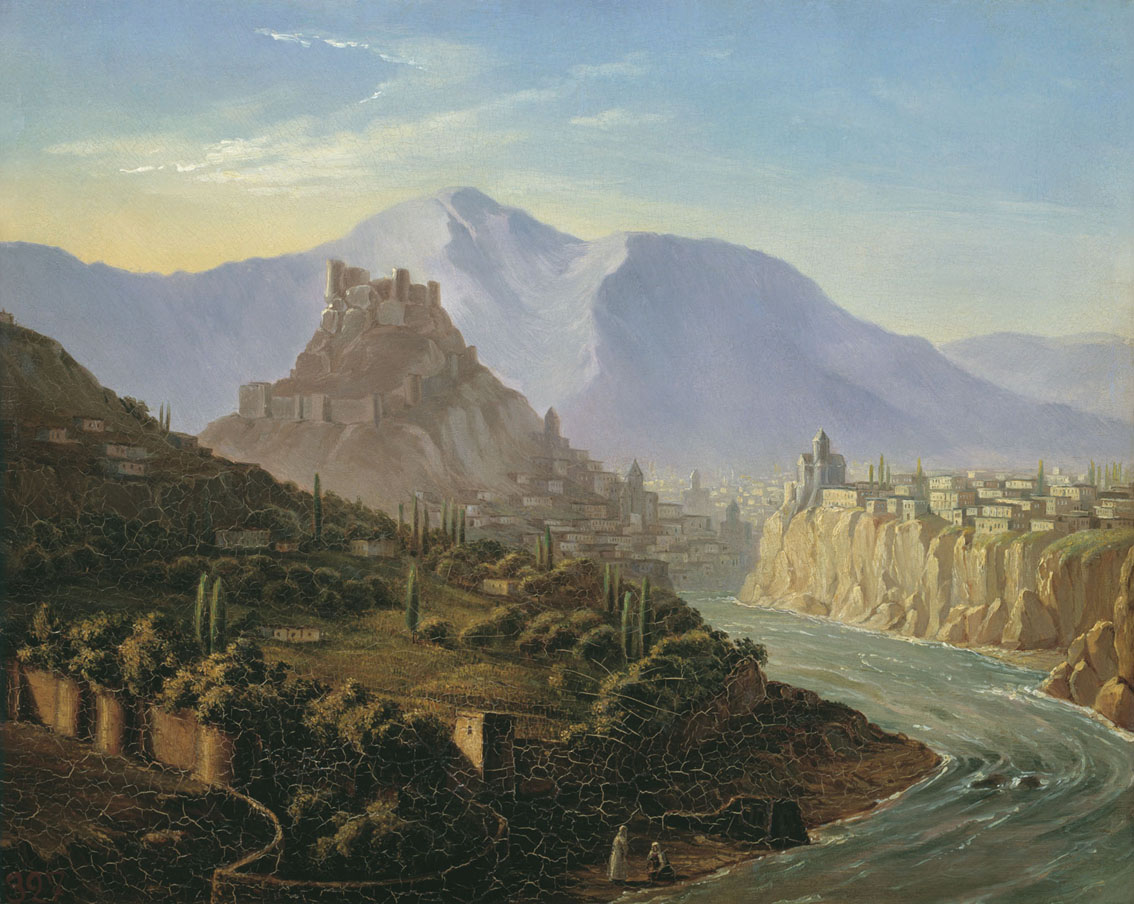
Михаил Юрьевич Лермонтов, Вид Тифлиса.

В 1830-е годы грузинская литература испытала серьёзное влияние романтизма. Крупнейшие грузинские поэты — Александр Чавчавадзе, Григол Орбелиани и в особенности Николоз Бараташвили — были представителями этого течения. Повторяющейся темой их творчества было обращение к историческому прошлому в поисках золотого века. Поэма (единственная) Бараташвили, «Судьба Грузии» («Беди Картлиса») выражает его неоднозначные чувства по отношению к союзу с Россией. В ней имеется строка Голая свобода соловью Всё ж милей, чем золотая клетка (перевод Бориса Пастернака).
Грузия также была частой темой в произведениях русского романтизма. В 1829 году, Пушкин посетил Грузию; грузинские мотивы ясно прослеживаются в ряде его произведений. Большая часть произведений Лермонтова содержат кавказскую тематику.

### Национализм
В середине XIX века романтизм уступил место более политически ориентированному национальному движению. Оно возникло в среде нового поколения грузинских студентов, получавших образование в Петербургском университете. Их кружок назывался «тергдалеули» (буквально: испившие воду Терека, разделяющего Россию и Грузию, то есть учившиеся в России). Ключевой фигурой движения был Илья Чавчавадзе, до сих пор считающийся одним из величайших грузинских писателей. Целью Чавчавадзе было улучшить положение грузин в системе, ориентированной на русских. Он уделял большое внимание вопросам культуры, в особенности, реформе языка и изучению фольклора. Со временем Чавчавадзе, кружок «Пирвели даси» (буквально: «первая группа») которого примыкал к «Народной Воле», занимал всё более консервативную позицию, считая своей задачей сохранение грузинских традиций и традиционного уклада, для чего Грузия должна была оставаться сельскохозяйственной страной, а грузины — бесклассовой нацией с отдельной от других народов территориальной автономией в составе России.
Второе поколение грузинских националистов («Меоре даси», буквально «вторая группа») было менее консервативным, чем Чавчавадзе. Они разделяли европейские демократические ценности, некоторые были рыночниками, другие склонялись к легальному марксизму. Всех их заботило растущее городское население, они пытались улучшить возможности грузинского населения в конкуренции с доминирующими в городах армянами и русскими. Ключевой фигурой движения был Нико (Николай Яковлевич) Николадзе, приверженный западным либеральным ценностям. Николадзе видел будущее Грузии в составе Кавказской федерации, которая должна была также включать Армению и Азербайджан.

### Социализм
К 1870-м годам в Грузии возникла третья, более радикальная политическая сила. Её члены обращали внимание на социальные проблемы и отождествляли себя с аналогичными движениями в остальной России. Первым стал российское народничество, но оно не получило в Грузии достаточного распространения. Социализм, в особенности марксизм, оказался гораздо успешнее.
В конце XIX века Грузия, в особенности города Тбилиси, Батуми и Кутаиси, пережила индустриализацию. Возникли крупные заводы, были проложены железные дороги, а вместе с ними появился рабочий класс. В 1890-х годах, к нему обратили своё внимание члены третьего поколения грузинских интеллектуалов, «Месаме-даси», считавших себя социал-демократами. Наиболее известны из них Ной Жордания и Филипп Махарадзе, познакомившиеся с марксизмом в России. После 1905 года они были ведущей силой грузинской политики. Они считали, что царский режим должен быть заменён демократическим, который в перспективе приведёт к построению социалистического общества.

## Последние годы российского правления

### Рост напряжённости
В 1881 году, после убийства Александра II, его преемник Александр III стал проводить гораздо более жёсткую политику. В частности, он рассматривал любые идеи национальной независимости как угрозу существования империи. Для усиления централизации он упразднил Кавказское наместничество, низведя Грузию до статуса обычной российской губернии. Изучение грузинского языка не приветствовалось, и даже название «Грузия» было запрещено употреблять в печати. В 1886 году грузинский семинарист в знак протеста убил ректора Тбилисской семинарии. Когда уже старый Дмитрий Кипиани решился критиковать главу грузинской церкви за атаки на семинаристов, он был сослан в Ставрополь, где убит при загадочных обстоятельствах. Многие грузины считали, что его смерть была делом рук охранки. Похороны Кипиани превратились в большую антироссийскую демонстрацию.
В то же время росла этническая напряжённость между грузинами и армянами. После отмены крепостного права экономическое положение грузинской знати ухудшилось. Многие, не в силах приспособиться к новому экономическому порядку, продали свои земли и поступили на государственную службу либо переселились в города. В выигрыше оказались армяне, купившие существенную часть земель. В городах, в особенности в Тбилиси, они больше не составляли большинство населения, как в начале XIX века, но занимали большую часть государственных должностей и владели большей частью предприятий. Грузины считали себя ущемлёнными в собственной столице.

### Революция 1905 года
1890-е и начало 1900-х годов были отмечены частыми забастовками, захватившими всю Грузию. Крестьяне также были недовольны, и социал-демократы легко распространили своё влияние как среди рабочих, так и среди крестьян. В 1903 году единая до того РСДРП раскололась на партии большевиков и меньшевиков. Поскольку грузинские социал-демократы РСДРП, занятые борьбой с национальными социалистическими партиями и движениями Грузии и грузинскими анархистами, никогда не поддерживали ликвидаторов и оборонцев, то большевики не считали нужным разрыв с ними, а первые отдельные большевистские организации в Закавказье появились только в 1910 году. Но в наше время некоторые историки считают, что грузинские социал-демократы уже с 1905 года фактически трансформировались в отдельную партию, хотя они сами этого и не осознавали.
В январе 1905 года началась революция. Беспорядки быстро перекинулись на Грузию, где меньшевики незадолго перед этим поддержали крупное крестьянское восстание в Гурии. В течение года произошла серия восстаний и забастовок, при этом меньшевики были на переднем краю событий. Царское правительство ответило волной репрессий и одновременно пошло на ряд уступок. В декабре меньшевики организовали всеобщую забастовку, участники которой бросали бомбы в посланных царским правительством казаков. Казаки ответили насилием, а политика террора меньшевиков оттолкнула от них многих союзников, прежде всего, армян, и забастовка закончилась неудачей. Сопротивление царским властям было окончательно подавлено силой в январе 1906 года после прибытия войск под командованием генерала Алиханова. В это же время возникли противоречия между группой Сталина, которая защищала марганцепромышленников Грузии от грабежей русскими меньшевиками, и другими социал-демократами Грузии.
Между 1906 и 1914 годом обстановка в Грузии была относительно мирной, отчасти благодаря правлению относительно либерального кавказского губернатора графа Воронцова-Дашкова. Меньшевики, осознав, что в конце 1905 года зашли слишком далеко, отказались от идеи вооружённого восстания. В 1906 году прошли выборы в первую Государственную думу. Социал-демократы одержали в Грузии убедительную победу, выиграв 5 из 8 мест в Государственную думу от Грузии. На выборах во вторую Государственную думу в 1907 году меньшевики выиграли все 8 мест. В это время в 1907 году в фокус общественного внимания при ограблении банка в Тбилиси с целью пополнения партийной кассы попали большевики. После этого инцидента Сталин с товарищами перебрались в Баку как поддерживавший большевиков закавказский город.

### Война, революция и независимость

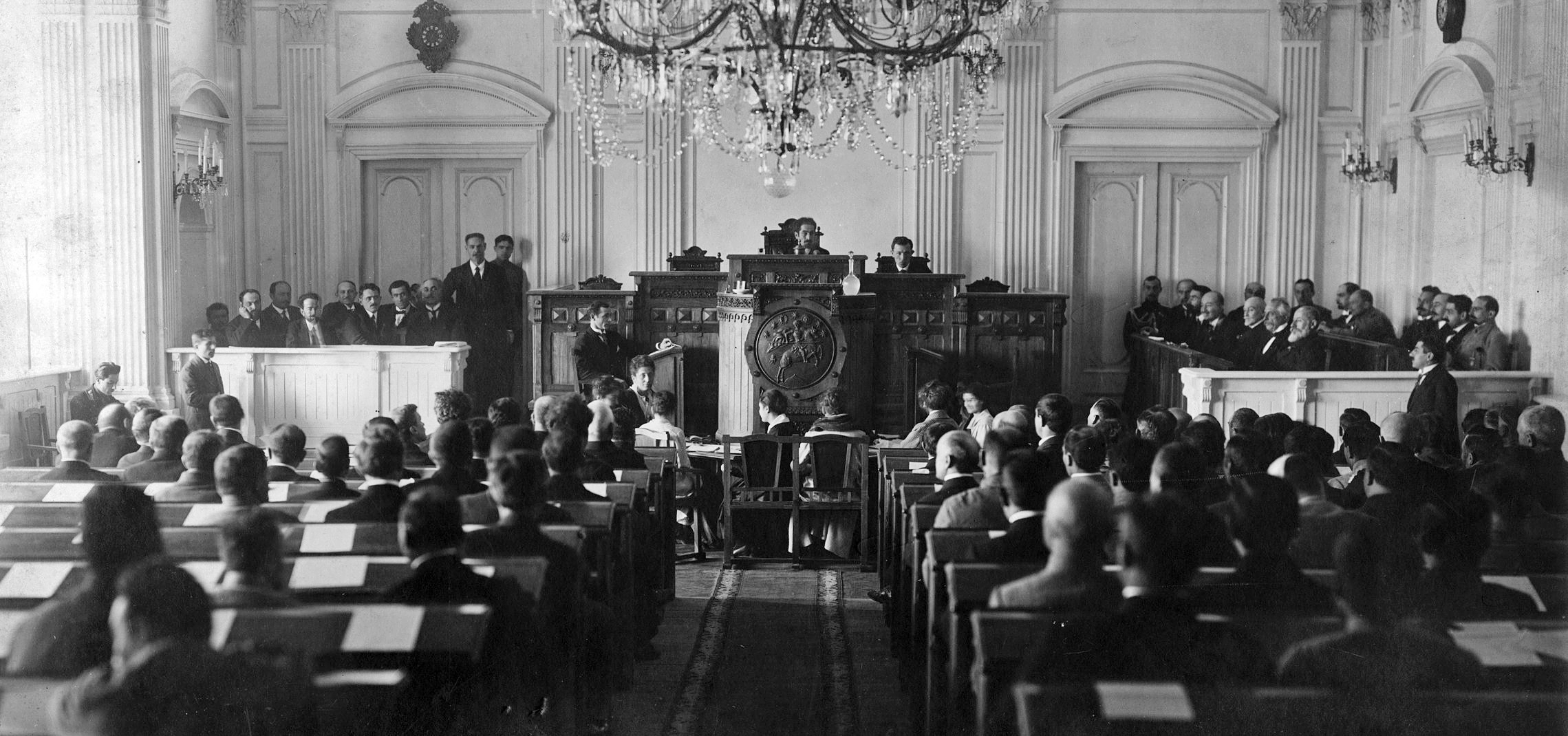
Грузинский парламент принимает Декларацию Независимости, 1918 год

В августе 1914 года Россия вступила в войну против Германии. 200 000 грузин были мобилизованы и отправлены на фронт. После того, как Турция вступила в войну на стороне Германии, Грузия оказалась на линии фронта. Большинство грузинских политиков никак не высказали своего к этому отношения, хотя среди населения начало распространяться чувство близкой независимости Грузии.
В 1917 году произошла Февральская революция. Временное правительство передало власть в Закавказье Особому Закавказскому комитету (ОЗАКОМ). В Тбилиси русские солдаты поддерживали большевиков, но они начали дезертировать и возвращаться в Россию, поэтому Грузия осталась фактически вне контроля армии и власть перешла к меньшевикам. Меньшевики не признали Октябрьскую революцию и, после наступления Турции в феврале 1918 года был поднят вопрос о независимости от России. В апреле 1918 года закавказский парламент проголосовал за независимость, образовав Закавказскую Демократическую Федеративную Республику. Она просуществовала всего месяц и из-за противоречий между Грузией, Арменией и Азербайджаном, странами с разной историей и различными внешнеполитическими интересами, распалась на три государства. В мае 1918 года Грузия провозгласила независимость. Была образована Грузинская Демократическая Республика, просуществовавшая до 1921 года